# Joves Otomans
|  | Per a altres significats sobre el moviment del segle XX, vegeu «Joves Turcs». |

Joves Otomans (turc:Yeni Osmanlilar, Nous Otomans) va ser una organització de joves intel·lectuals i de classe mitjana-liberal que es va desenvolupar a l'interior de l'Imperi Otomà a mitjan segle xix i que s'oposaven al sultanat i la seva forma de govern.
S'inspiraven en el pensament de Namik Kemal, un escriptor, poeta i funcionari de gran poder de la  Sublim Porta  i, sobretot, de l'exiliat Príncep Mustafa Fazil Pasha que els va cridar a organitzar i finançar. Mitjans aristocràtics i militars afins al soldanat també van prestar el seu suport al moviment.
La seva fundació oficial es convé que va ser el 1871 sota el lideratge de Midhat Baxà. Defensaven principis polítics occidentals, com ara drets i llibertats públiques, divisió de poders i una Constitució moderna. Els unia una fèrria oposició al Sultà Abdulaziz I. el 1876 s'havien enfortit a l'interior de l'Imperi amb tal força que havien assolit gran influència en alguns sectors de l'exèrcit, de manera que van forçar a Abdul Hamid II a acceptar un nou text constitucional de tall liberal a finals d'aquest mateix any. No obstant això, els  Joves Otomans  no pretenien canviar la fortalesa de l'Imperi, ni el paper que aquest exercia en les seves zones d'influència ni en els pobles sotmesos a aquest, singularment els eslaus.
Aconseguits parcialment els seus objectius, el moviment va caure en desgràcia-com el mateix Midhat Baxà-després de la derrota de l'Imperi a la Guerra Russo-Turca i el dur Tractat de Sant Stefano on es reconeixia la independència de bona part dels països eslaus, i l'encara més extrem Congrés de Berlín que va modificar el tractat anterior en perjudici dels otomans.
Els  Joves Otomans  van ser posteriorment el germen del més conegut moviment dels  Joves Turcs , primer sota la forma d'un 'Comitè d'Unió i Progrés' ( Ýttihat veu Terakki Cemiyeti ) al qual es va recolzar en bona part la formació de la Turquia moderna.